# Права ЛГБТ в Греции
Права лесбиянок, геев, бисексуалов и трансгендеров (ЛГБТ) в Греции значительно расширились за последние годы, сделав её одной из самых либеральных стран в Юго-Восточной Европе. Дискриминация уже не так распространена, хотя ЛГБТ-люди в Греции по-прежнему сталкиваются с социальными проблемами, с которыми не сталкиваются жители, не принадлежащие к ЛГБТ. Несмотря на это, общественное мнение Греции о гомосексуальности в целом считается культурно либеральным, при этом гражданские партнёрства юридически признаются с 2015 года, а однополые браки — с 16 февраля 2024 года.
Однополые сексуальные отношения как мужчин, так и женщин законны в Греции с 1951 года, а в 2005 году были приняты антидискриминационные законы в сфере занятости. С тех пор антидискриминационные законы были распространены на другие сферы, включая гендерную идентичность. Законодательство о разжигании ненависти и преступлениях на почве ненависти — одно из самых жёстких и всеобъемлющих в Европе. В 2015 году гражданские союзы (греч. Σύμφωνο συμβίωσης; соглашения о совместном проживании) были легализованы для однополых пар, в результате чего домохозяйства, возглавляемые однополыми парами, имели право на юридическую защиту и на многие, но не все, права, ранее доступные только для состоящих в браке разнополых пар. В 2017 году трансгендерам было предоставлено право на признание своей гендерной идентичности и изменение юридического пола без хирургического вмешательства, чтобы изменить ключевые документы, удостоверяющие личность. В феврале 2018 года окружной суд Греции предоставил небинарному лицу право на нейтральное с гендерной точки зрения имя. В мае 2018 года парламент Греции принял закон, предоставляющий однополым парам право воспитывать детей на попечении.
Гей-культура процветает в столице Афин, особенно в гей-районе Гази, в Салониках и на некоторых греческих островах. Поскольку Греция является одним из самых популярных туристических направлений ЛГБТ в Европе, многие заведения, связанные с ЛГБТ-движением, можно найти на таких островах, как Миконос, который известен во всём мире своими геями и лесбиянками. Ежегодно проводится четыре прайда-парада ЛГБТ в Афинах, Салониках, Патрах и Ираклионе, столице острова Крит. В самом крупном из них, Афинском прайде, в 2015 году было рекордное количество участников, и на ней присутствовали многие общественные деятели, в том числе председатель парламента Греции и мэр Афин.
Согласно отчёту, проведённому ILGA-Europe за 2018 год, в котором оцениваются права ЛГБТ в европейских странах, Греция достигла самых высоких улучшений среди 49 стран в правовой и политической ситуации в отношении ЛГБТ в период с 2014 по 2018 год с общим баллом 52 %.

## Законодательная практика легализации однополых сексуальных отношений
Мужская гомосексуальная практика была декриминализирована в 1951 году. Лесбиянки не упоминаются и не признаются в Уголовном кодексе Греции. Статья 347 Уголовного кодекса запрещает мужскую проституцию и предусматривает более высокий возраст согласия в 17 лет для гомосексуальных действий у мужчин. Однако этот аспект был отменен Статьей 68 Закона 3456 в 2015 году (греч. Νόμος 3456/2015 — Σύμφωνο συμβίωσης, άσκηση δικαιωμάτων, ποινικές και άλλες διατάξεις), эффективно приведя к уравниванию возраста сексуального согласия и легализации мужской проституции согласно существующим законам по регулированию проституции.
Возраст согласия в Греции составляет 15 лет, как это предусмотрено статьей 339, а также статьями 337, 348B Уголовного кодекса Греции. В 2015 году, наряду с легализацией однополых гражданских союзов, была отменена статья 347, которая предусматривала дальнейший запрет на совращение мужчины в возрасте до 17 лет, если актор является совершеннолетним мужчиной, что уравняло возраст согласия на гомосексуальные действия.
В соответствии со статьями 342 и 343 существует также ряд других запретов, касающихся полномочий и актов непристойности. Кроме того, исключение для лиц младше 15 лет составляет 3 года разницы в возрасте за непристойные действия.

## Признание однополых отношений
Конституция Греции не даёт определения брака. Однако в нём оговаривается, что, как и материнство и детство, он должен находиться под защитой государства.
Бывшее правительство премьер-министра Костаса Караманлиса, возглавляемое Новой демократией, выступало против однополых браков. Хотя оно и приняло закон, который предлагал несколько прав парам, не состоящим в браке, там было прямое исключение, связанное с однополыми парами.
Национальный комитет по правам человека предложил регистрацию, которая будет охватывать как однополые пары, так и не состоящие в браке пары противоположного пола, а греческая группа OLKE объявила о своем намерении подать в суд на греческие муниципалитеты, которые отказываются признавать однополый брак.
Правительство Греции под руководством Георгиоса Папандреу, лидера Всегреческого социалистического движения (ПАСОК), готовило закон о регистрации однополых партнерств, что, однако, так и не состоялось, поскольку ЛГБТ-группы считали, что этого будет недостаточно.
В ноябре 2013 года Европейский суд по правам человека вынес решение в пользу истцов по делу «Валианатос и другие против Греции» и осудил исключение однополых пар из возможности заключать соглашения о совместном проживании — созданной схемы регистрации внебрачных отношений в 2008 году для разнополых пар. Таким образом, ограничение соглашений о совместном проживании только парами противоположного пола было сочтено неубедительным, и государство было обязано выплатить компенсацию в размере 5000 евро каждому из истцов.
Хотя в то время не существовало официального признания однополых пар, закон 1982 года, узаконивший гражданские браки между «лицами», без указания пола, послужил испытанием для однополых браков. 3 июня 2008 года мэр Тилоса Анастасиос Алиферис узаконил брак двух однополых пар, двух лесбиянках и двух геев, сославшись на лазейку в законодательстве. Он подвергся резкой критике со стороны духовенства Церкви Греции, которая в прошлом также выступала против введения гражданского брака. Министр юстиции Сотириос Хатцигакис объявил браки на Тилосе «недействительными», а прокурор Верховного суда Георгиос Санидас предупредил мэра Алифериса о юридических последствиях его «невыполнения обязанностей», но сказал, что «не намерен аннулировать браки». В мае 2009 года браки были официально расторгнуты властями.
В декабре 2015 года парламент Греции повторно представил законопроект, который расширил бы соглашения о сожительстве на однополые пары. Реакция варьировалась от положительной до отрицательной, и многие члены Греческой церкви осудили это предложение. В частности, Иероним II (архиепископ Афинский) назвал гомосексуализм «отвлечением от жизни», митрополит Антимос заявил, что «даже животные не имеют таких предрасположенностей», митрополит Серафим сказал: «Пешки международного сионизма! Создается мужественно-женское начало!» в то время как митрополит Амвросий заявил: «Плюнь на них! Они позорны! Они мерзости природы!». Последнее, в сочетании с инициативой Амвросия, чтобы колокола церквей в его мегаполисе звенели скорбно, вызвало много споров, Результатом этого стала акция протеста двух ЛГБТ-активистов, одетых в одежду духовенства, перед зданием афинского мегаполиса.
Наконец, 23 декабря был принят проект, касающийся усовершенствованного законодательства о соглашении о сожительстве (193-56) при значительном отсутствии 51 депутата, что сделало Грецию 26-й европейской страной, принявшей законы о признании однополых сожительств. Крупнейшими группами, выступившими против законопроекта о соглашении о сожительстве, были Коммунистическая партия Греции, Золотая заря и Греческая православная церковь. Одновременно была отменена анахроничная статья 347, криминализирующая акты «неестественного разврата» между мужчинами, уравнивая возраст согласия для вступления в половые отношения между мужчинами (сейчас он составляет 15 лет как для гетеросексуальных, так и гомосексуальных половых сношений). Кроме того, премьер-министр Греции Алексис Ципрас во время обсуждения закона в парламенте Греции принес извинения ЛГБТ-сообществу за годы дискриминации, с которой они столкнулись. Гражданские браки между лицами одного пола по-прежнему запрещены. Однополым парам также не разрешается усыновлять детей.
В декабре 2016 года парламент Греции принял закон, расширяющий права однополых пар и обеспечивающий равную защиту на рабочих местах независимо от пола, религии или сексуальной ориентации. Тем не менее, совместное усыновление, доступ к ЭКО для лесбиянок и однополые браки еще не легализованы.

## Однополый брак
Однополые браки стали законодательно разрешены в Греции 16 февраля 2024 года. В 2018 году Европейский суд постановил, что состоящие в браке однополые пары имеют те же права на проживание, что и супружеские пары противоположного пола, в соответствии с законодательством ЕС, даже если однополые браки не являются законными в этом конкретном государстве-члене ЕС. Решение распространяется на все страны ЕС, которые обязаны его соблюдать, включая Грецию.

## Усыновление ребенка и приёмная семья
17 апреля 2018 года в греческий парламент был передан «Закон об усыновлении детей» (греч. Νόμος 4538/2018 — Μέτρα για την προώθηση των Θεσμών της Αναδοχής και Υιοθεσίας και λλειαιατά), направленный на пересмотр и упрощение законодательства страны об усыновлении, чрезмерно бюрократизированного, неэффективного и медленного по мнению авторов. Законопроект, и в частности его статья 8, также предоставляет однополым парам право на приёмных детей. В ходе обсуждения в парламентском комитете статья 8 законопроекта была поддержана подавляющим большинством ведомств, организаций и экспертов страны, за исключением консервативной Православной церкви Греции, которая выразила свое несогласие с ней. Законопроект в целом, включая статью 8, был принят комитетом «единогласно» в начале мая 2018 года при поддержке партий СИРИЗА, «Независимые греки» и «Река». «Новая демократия», «Демократическое единство» и Союз центристов воздержались, тогда как «Золотая заря» проголосовала против. Он подлежал окончательной ратификации парламентом. Депутаты от каждой политической партии греческого политического спектра выразили свою поддержку статьи 8 закона, которая касается приёмных семей для однополых пар, при этом «Новая демократия» и «Демократическое единство» смягчили свою первоначальную жёсткую позицию по отношению к ней и объявили, что любой из их депутатов волен поддержать законопроект, когда он поступит на сессию парламента для окончательной ратификации.
В конце концов законопроект, включая его статью 8, был ратифицирован парламентом Греции 9 мая 2018 года, при этом 161 депутат проголосовал за, а 103 — против. Это сделало Грецию второй страной в ЕС после Португалии (2016 г.) и первой страной в Юго-Восточной Европе, которая разрешила однополым парам становиться приёмными родителями.

## Дискриминация и язык вражды
С 2005 года запрещена дискриминация на рабочем месте по признаку сексуальной ориентации.
Несмотря на значительный прогресс в правовой сфере, консервативные социальные нормы всё ещё имеют некоторое влияние, и Православная церковь часто осуждает гомосексуализм как грех и «дефект человеческой природы».
Греческий закон защищает гендерную идентичность. В соответствии с Законом № 3896 от 2010 г. (греч. Νόμος 3896/2010 — αφαρμογή της αρχής των ίσων ευκαιριών και τηί ίσης μεταχείρισην ανδρών και γμυαπν σ) дискриминация по признаку гендерной идентичности приравнивается к дискриминации по признаку пола, и поэтому все законы, касающиеся последнего, также распространяются на первое.
В сентябре 2014 года в Закон о борьбе с расизмом и ксенофобией (греч. Νόμος 4285/2014 — Καταπολέμηση ρατσισμού και ξενοφοβίας) были внесены поправки. Изменения предусматривали, что разжигание ненависти и насилие в отношении лиц или групп ЛГБТ будут наказываться лишением свободы на срок от 3 месяцев до 3 лет и штрафом от 5000 до 20 000 евро. Если действия привели к преступлению, наказание увеличивается на 6 месяцев лишения свободы и дополнительный штраф от 15 000 до 30 000 евро. Если окончательный срок лишения свободы превышает 1 год, то осуждённый теряет свои политические права на срок от 1 до 5 лет. Если правонарушитель является государственным служащим, его наказывают лишением свободы на срок от шести месяцев до трёх лет и штрафом от 10 000 до 25 000 евро; в случае совершения преступления они наказываются штрафом от 25 000 до 50 000 евро. Если преступник совершал вышеуказанное, представляя организацию или компанию, он также подлежит штрафу. Однако это последнее правило не распространяется на объекты общественного достояния. Это вызвало критику, так как церкви также являются юридическими лицами общественного достояния, что исключает их последствия после осуждения их священника. Кроме того, прокуратурам предоставляется свобода выступать против правонарушителей даже без судебного иска со стороны потерпевших, и, если жертвы подают иск, им разрешается делать это бесплатно, в отличие от обычной практики.
С 24 декабря 2015 года Греция запрещает дискриминацию и преступления на почве ненависти по половым признакам, которые являются одними из самых строгих законов по этому вопросу в Европе. 2 декабря 2016 года дополнительные меры защиты от дискриминации на основе сексуальной ориентации, пола и религии на рабочем месте были приняты парламентом Греции в результате голосования 201-21. PinkNews охарактеризовала этот закон как один из самых жёстких запретов на разжигание ненависти и преступления на почве ненависти в Европе.

## Гендерная идентичность и самовыражение
С октября 2017 года для изменения юридического пола в Греции юридические требования включают принудительный развод (в случае брака из-за невозможности заключения однополых браков) и постановление суда.
10 октября 2017 года парламент Греции большинством голосов принял Закон о правовом признании пола (греч. Νόμος 4491/2017 — Νομική αναγνώριση της ταυτότητας φύλου), который предоставляет трансгендерным людям в Греции право свободно менять свой юридический пол путём отмены любых условий и требований, таких как прохождение любых медицинских вмешательств, операций по смене пола или процедур стерилизации, чтобы их пол был юридически признан в их удостоверениях личности. Законопроект предоставляет это право любому человеку в возрасте 17 лет и старше. Однако даже несовершеннолетние дети в возрасте от 15 до 17 лет имеют доступ к процессу юридического признания пола, но при определённых условиях, таких как получение справки от медицинского совета. Против этого законопроекта выступили Священный синод Греческой церкви, Коммунистическая партия Греции, «Золотая заря» и «Новая демократия».
Закон о правовом признании пола последовал за решением окружного суда Афин от 20 июля 2016 года, который постановил, что лицо, желающее изменить свой юридический пол в файлах ЗАГСа, больше не обязано подвергаться операции по смене пола. Это решение применялось Судом в индивидуальном порядке.
В феврале 2018 года суд округа Маруси вынес решение в пользу просьбы Джейсона-Антигона Дэйн изменить своё мужское имя при рождении, Джейсон, в файлах ЗАГСа на гендерно-нейтральное, добавив рядом с ним женское имя Антигона. Однако, несмотря на то, что суд удовлетворил ходатайство лица об отображении гендерно-нейтрального имени в его удостоверении личности, он принял решение не изменять его юридический пол с мужского на третий, сославшись на «отсутствие соответствующей институциональной базы для физических лиц». не классифицируется как отдельный случай недвойственной гендерной идентичности (третья половая принадлежность) «в Греции, хотя Закон о правовом признании пола от 2017 года утверждает: «каждый человек имеет право на признание его или её гендерной идентичности как элемента личности». Адвокат истца объявил, что они будут обжаловать часть решения в суде более высокой инстанции (часть, касающаяся третьего гендерного маркера на удостоверениях личности).
В июне 2018 года греческий суд постановил, что иностранные трансгендеры, в том числе беженцы и иммигранты, также имеют право на признание своей гендерной идентичности, впервые отметив, что это право выходит за рамки определения Закона 2017 года о правовом признании пола, что ограничивало это право только гражданами Греции.

## Половое воспитание в школах
23 декабря 2016 года Министерство образования, науки и по делам религий объявило, что с 2017 года тематическая неделя будет проводиться каждый второй семестр учебного года. Тематическая неделя направлена на то, чтобы проинформировать учащихся и их родителей, в частности, о таких вопросах, как пол, сексуальная ориентация, гендерная идентичность, гомофобия и трансфобия. Министерство также рассмотрит возможность увеличения тематической недели в будущем.

## Военная служба
Лесбиянки, геи, бисексуалы и транссексуалы могут открыто служить в вооружённых силах Греции.

## Донорство крови
11 января 2022 года Министр здравоохранения Греции Танос Плеврис и его заместительница Мина Гага подписали указ, который разрешает гомосексуалам быть донорами крови. В 2025 году Государственный совет Греции отменил этот указ, отметив, что он был подписан без учёта рекомендаций консультативных комиссий по здравоохранению.

## Политика
Катерина Сакелларопулу, которая была избрана первой женщиной-президентом Греции 22 января 2020 года парламентом Греции, является сторонницей прав ЛГБТ. Кроме того, Николас Ятроманолакис является первым открытым геем, занявшим министерский ранг в правительстве Греции во главе с премьер-министром Кириакосом Мицотакисом в результате перестановок в правительстве в январе 2021 года.

## Социальные условия

### Гей-культура
В Афинах есть большое количество ЛГБТ-ассоциаций и развивающаяся гей-деревня в районе Гази, Афины. Ежегодно проводятся прайд-парад «Афинская гордость» и международный фестиваль фильмов о геях и лесбиянках Outview.
В Салониках также есть большая гей-сцена с барами / клубами для геев / лесбиянок, несколькими дружественными смешанными заведениями и несколькими ЛГБТ-организациями. В июне 2012 года в городе прошло ежегодное прайд-мероприятие (Thessaloniki Pride). Одним из наиболее заметных событий в Салониках, касающихся прав ЛГБТ, является попытка поднять 20-метровый баннер, призывающий людей бойкотировать зимние Олимпийские игры 2014 года в Сочи, на самой известной достопримечательности города, Белой башне. Акция была быстро пресечена местной полицией, но событие было разглашено в интернет-СМИ.
Греция — одно из самых популярных туристических направлений ЛГБТ в Европе, особенно её крупнейшие города Афины и Салоники, а также несколько островов. Гей-сцена Миконоса хорошо известна, здесь есть множество заведений, обслуживающих ЛГБТ-сообщество. Лесбос также известен во всем мире своими лесбийскими сценами в Эресосе.

### Гей-парады
Первая попытка организовать прайд-парад в Греции была предпринята Освободительным движением гомосексуалов Греции (греч. Απελευθερωτικό Κίνημα Ομοφυλόφιλων Ελλάδας)  28 июня 1980 года в Афинах, определив его как политическое событие. Это повторилось два года спустя в особняке Заппион. Многочисленные подобные события произошли в последующие годы и в разных местах. В 1992, 1994 и 1995 годах мероприятия проводились на Strefi Hill, а в 1996 и 1998 годах в Pedion tou Areos. В 1998 году гей-прайд проходил на закрытой территории. В Салониках первое соответствующее мероприятие было организовано Салоникской гей-френдли группой (греч. Ομάδα Πρωτοβουλίας Ομοφυλόφιλων Θεσσαλονίκης) в 1990-х.
С тех пор ЛГБТ-мероприятия проводились и в других городах, в том числе в Ираклионе, Патрах, Санторини, Корфу и Миконосе. Салоники были выбраны в 2017 году для проведения EuroPride 2020.

#### Гей-парад в Афинах
Гей-парад в Афинах — это ежегодный парад и фестиваль ЛГБТ, который проводится каждый июнь в центре Афин. По состоянию на 2022 год он проводился 18 раз:
- 1-й Афинский гей-парад «Любовь, любовь и жизнь заслуживают уважения» (25 июня 2005 г.)
- 2-й Афинский гей-парад «Открытый, громкий, гордый» (24 июня 2006 г.)
- 3-я Афинский гей-парад «Любовь не дискриминирует, она различается» (23 июня 2007 г.)
- 4-й Афинский гей-парад «Наше право» (7 июня 2008 г.)
- 5-й Афинский гей-парад «100% равенство» (13 июня 2009 г.)
- 6-й Афинский гей-парад «Мы везде» (5 июня 2010 г.)
- 7-й Афинский гей-парад «Целуй меня везде» (4 июня 2011 г.)
- 8-й Афинский гей-парад «Люби меня, это бесплатно» (9 июня 2012 г.)
- 9-й Афинский гей-парад «АФИНЫ — наши» (8 июня 2013 г.)
- 10-й Афинский гей-парад «Семья имеет значение» (14 июня 2014 г.)[69]
- 11-й Афинский гей-парад «Выбери сторону» (13 июня 2015 г.)[70]
- 12-й Афинский гей-парад «Вы не родились женщиной/мужчиной, а стали» (11 июня 2016 г.)[71]
- 13-й Афинский гей-парад «Это вопрос образования» (10 июня 2017 г.)[72]
- 14-й Афинский гей-парад «Παρούσα» (9 июня 2018 г.)[73]
- 15-й Афинский гей-парад «Ο Δρόμος Έχει τη Δική μας Ιστορία» (8 июня 2019 г.)
- 16-й Афинский гей-парад «ΩΣ ΕΔΩ» (4—11 сентября 2020 г.)
- 17-й Афинский гей-парад ««Αυτό που μας ενώνει» (11 сентября 2021 г.)
- 18-й Афинский гей-парад «ΑΝΕΥ ΟΡΩΝ» (10—18 июня 2022 г.)

#### Гей-парад на Крите
Первый гей-парад на Крите прошел 26-27 июня 2015 года в Ираклионе, став первым на острове «Фестивалем пропаганды гендерного и сексуального освобождения».
- 1-й Прайд ЛГБТ-сообщества + Крита 2015 (26-27 июня 2015 г.)[75]
- 2-й Прайд ЛГБТ-сообщества + Крита 2016 (9-10 июля 2016 г.)
- 3-й Прайд ЛГБТ-сообщества + Крита 2017 (30 июня — 1 июля 2017 г.)

#### Гей-парад в Патрах
Первый гей-парад в Патрах, третьем по величине городе Греции, прошел в 2016 году.
- 1-й гей-парад в Патрах «Взгляни по-другому» (17-18 июня 2016 г.)[77]
- 2-й гей-парад в Патрах «Одно тело, много идентичностей» (23-24 июня 2017 г.)[77]

#### Гей-парад в Салониках
Салоники впервые провели ежегодное прайд-мероприятие 22—23 июня 2012 года после обещания мэра Бутариса поддержать публичное мероприятие ЛГБТ в городе. Первый фестиваль Прайда в Салониках получил массовую поддержку со стороны города, его периферии и региона, что стало тяжёлым ударом для городского митрополита Антимоса, который призвал верующих отреагировать.
Год спустя в одном из своих объявлений, всего за несколько дней до прайда 2013 года, он заявил, что Священной метрополии Салоники снова придется терпеть грустный и неприемлемый праздник гомосексуалистов, которые хотят «отпраздновать свою болезнь» «по-карнавальному». Он также просил родителей держать своих детей и себя подальше от «таких бессмысленных и неестественных праздников». Однако присутствовало много семей, и двухдневный фестиваль завершился праздничной атмосферой с множеством вечеринок, галерей и торжеств по всему городу. 2-й Прайд в Салониках был посвящён свободе любого рода, включая свободу выражения пола.
В 2014 году Салоники были европейской молодёжной столицей, и 3-й Прайд в Салониках был включён в его официальную программу. Соответственно, он был посвящен ЛГБТ-молодежи и их семьям. По общей оценке, прайд 2014 года имел большой успех, в параде приняли участие 10 000 человек, а также мэр Яннис Бутарис и группа дипломатов. Некоторые описали его как лучший фестиваль гордости ЛГБТ, который когда-либо проводился в Салониках.
В том году бдения проводились вместе с собраниями верующих, на которых священники возмущались «осквернением святых Салоник», «навязыванием ислама и гомосексуализма Новым мировым порядком, мероприятиями гей-парада, которые являются частью западного заговора», назначением гомосексуальных мужчин и женщин епископами и победой Кончиты Вурст на песенном конкурсе Евровидение. Митрополит Антимос в очередной раз высказался по этому поводу в интервью, посчитав это «позорным», «вызывающим», «извращением человеческого существования», добавив, что Церковь приказывает «не отдавать святое собакам». Он также утверждал, что использование термина «фестиваль» для этого события ошибочно.
По состоянию на 2022 год фестиваль проводился 10 раз:
- 1-й гей-парад в Салониках «Одна любовь, тысяча цветов» (22—23 июня 2012 г.)[85]
- 2-й гей-парад в Салониках «Свободные духи, свободные тела» (14—15 июня 2013 г.)[86]
- 3-й гей-парад в Салониках «Пришло время для нас» (20—21 июня 2014 г.)[87]
- 4-й гей-парад в Салониках «Я заслуживаю, я требую. Брак, имя, уважение» (19—20 июня 2015 г.)[88]
- 5-й гей-парад в Салониках «Любите друг друга» (Новая заповедь) (24—25 июня 2016 г.)[89]
- 6-й гей-парад в Салониках «Будь собой» (1—2 июля 2017 г.)[90]
- 7-й гей-парад в Салониках «Это семейное дело» (20—23 июня 2018 г.)[91]
- 8-й гей-парад в Салониках «Мы пишем историю» (18—22 июня 2019 г.)
- 9-й гей-прайд в Салониках «Что такое нормальность» (30 августа — 4 сентября 2021 г.)[68]
- 10-й гей-парад в Салониках «УРОК ПРИНЯТИЯ» (20—25 июня 2022 г.)[92]

## Общественное мнение
| Поддержка однополых браков (2015 год) | Поддержка однополых браков (2015 год) | Поддержка однополых браков (2015 год) | Поддержка однополых браков (2015 год) | Поддержка однополых браков (2015 год) |
| ------------------------------------- | ------------------------------------- | ------------------------------------- | ------------------------------------- | ------------------------------------- |
| За                                    |                                       |                                       | 56 %                                  |                                       |
| Против                                |                                       |                                       | 35 %                                  |                                       |
| Не знаю                               |                                       |                                       | 9 %                                   |                                       |

| Поддержка однополых браков (2020 год) | Поддержка однополых браков (2020 год) | Поддержка однополых браков (2020 год) | Поддержка однополых браков (2020 год) | Поддержка однополых браков (2020 год) |
| ------------------------------------- | ------------------------------------- | ------------------------------------- | ------------------------------------- | ------------------------------------- |
| За                                    |                                       |                                       | 56 %                                  |                                       |
| Против                                |                                       |                                       | 40 %                                  |                                       |
| Не знаю                               |                                       |                                       | 4 %                                   |                                       |

| Усыновление или удочерение детей | Усыновление или удочерение детей | Усыновление или удочерение детей | Усыновление или удочерение детей | Усыновление или удочерение детей |
| -------------------------------- | -------------------------------- | -------------------------------- | -------------------------------- | -------------------------------- |
| За                               |                                  |                                  | 30 %                             |                                  |
| Против                           |                                  |                                  | 56 %                             |                                  |
| Не знаю                          |                                  |                                  | 14 %                             |                                  |

Опрос среди греческих депутатов, проведённый в 2003 году и представленный греческим сообществом гомосексуалистов (EOK), поднял вопрос о признании налогообложения, наследования и других законных прав однополых пар. Результаты опроса показали, что 41 % опрошенных депутатов высказались за предоставление таких прав, в то время как 55 % были против. Среди депутатов ПАСОК 55 % высказались положительно, по сравнению всего с 27 % депутатов от Новой демократии. Из парламентских партий наибольшую долю положительных ответов дала Синаспизмос (67 %), в то время как большинство депутатов от Коммунистической партии воздержались. Положительных ответов депутатов было больше среди женщин, молодых и афинских депутатов.
В исследовании 2006 года, проведённом среди греческих студентов в Ираклионе, было изучено их отношение к мужской гомосексуальности. Были использованы две шкалы, переведённые на греческий язык, а также несколько вопросов, которые составили заполненную самостоятельно анкету. Основные результаты показали, что «основными факторами, влияющими на отношение к гомосексуализму, были: способы защиты прав геев, беседы с геями, религиозность, политизация и наличие друзей-геев».
Опрос Евробарометра, опубликованный в декабре 2006 года, показал, что 15 % опрошенных греков поддержали однополые браки, а 11 % признали право однополых пар на усыновление. Эти показатели были значительно ниже среднего показателя по Европейскому союзу из 25 членов (44 % и 32 % соответственно) и поставили Грецию в самые низкие ряды Европейского союза наряду с Румынией, Латвией, Польшей, Кипром, Мальтой, Литвой, Словакией и Болгарией.
Опрос Евробарометра, опубликованный в январе 2007 года («Дискриминация в Европейском союзе»), показал, что 77 % греков считают, что быть геем или лесбиянкой в их стране «имеет тенденцию быть недостатком», в то время как средний показатель по Европейскому союзу составлял 55 %. 68 % греков согласились с тем, что дискриминация по признаку сексуальной ориентации «широко распространена» в Греции (ЕС: 50 %), а 37 % — что она более распространена, чем пять лет назад (ЕС: 31 %). 84 % греков также сообщили, что у них нет друзей или знакомых геев или лесбиянок (ЕС: 65 %).
Исследование Kapa Research (крупнейшая греческая социлогическая фирма), проведённое от имени Греческого института психологического и сексуального здоровья и опубликованное в греческой газете Ta Nea 20 сентября 2010 года, показало, что 64 % греков согласились с легализацией однополых партнерств и 24 % не согласились; что касается легализации однополых браков, 39 % греков согласились и 52 % не согласились.

## Сводная таблица
| Право | Статус                           | Примечания                                        |
| Однополая сексуальная активность                                                                                         | Однополая сексуальная активность | Однополая сексуальная активность                  |
| --- | -------------------------------- | ------------------------------------------------- |
| Однополый секс легален                                                                                                   | Yes                              | С 1951 года                                       |
| Равный возраст согласия (15 лет)                                                                                         | Yes                              | С 2015 года                                       |
| Гомосексуальность не признаётся заболеванием                                                                             | Yes                              |                                                   |
| Военная служба |                                  |                                                   |
| Лесбиянки, геи и бисексуалы могут открыто служить в армии                                                                | Yes                              | С 2002 года                                       |
| Трансгендерные люди могут открыто служить в армии                                                                        | No                               | [ источник не указан 292 дня ]                    |
| Защита от дискриминации                                                                                                  |                                  |                                                   |
| Антидискриминационные законы в сфере занятости                                                                           | Yes                              | С 2005 года                                       |
| Антидискриминационные законы при предоставлении товаров и услуг                                                          | Yes                              | С 2014 года                                       |
| Антидискриминационные законы во всех других областях (включая косвенную дискриминацию, разжигание ненависти)             | Yes                              | С 2014 года                                       |
| Антидискриминационные законы, охватывающие гендерную идентичность во всех областях                                       | Yes                              | С 2014 года                                       |
| Ненавистнические высказывания на основе сексуальной ориентации, гендерной идентичности и половых характеристик запрещены | Yes                              | С 2014 года                                       |
| Запрещена дискриминация и преступления на почве ненависти по половым признакам                                           | Yes                              | С 2015 года                                       |
| Половое воспитание в школах охватывает сексуальную ориентацию и гендерную идентичность                                   | Yes                              | С 2017 года                                       |
| Конверсионная терапия запрещена законом                                                                                  | /                                | С 2022 года (Разрешена с согласия)                |
| МСМ разрешено сдавать кровь                                                                                              | No                               | Заблокировано Государственным советом с 2025 года |
| Однополые отношения |                                  |                                                   |
| Однополые браки | Yes                              | С 2024 года                                       |
| Однополые гражданские союзы                                                                                              | Yes                              | С 2015 года                                       |
| Право на изменение законного пола без расторжения брака                                                                  | Yes                              | С 2024 года                                       |
| Религиозные однополые браки                                                                                              | No                               |                                                   |
| Усыновление и планирование семьи                                                                                         |                                  |                                                   |
| Усыновление пасынка однополыми парами                                                                                    | Yes                              | С 2024 года                                       |
| Совместное усыновление однополыми парами                                                                                 | Yes                              | С 2024 года                                       |
| Автоматическое отцовство в свидетельствах о рождении для детей однополых пар                                             | No                               |                                                   |
| Исправление свидетельств о рождении детей трансгендерных лиц и пар                                                       | No                               |                                                   |
| Усыновление детей одинокими представителями ЛГБТ                                                                         | Yes                              | С 1996 года                                       |
| Приёмная семья со стороны однополых пар                                                                                  | Yes                              | С 2018 года                                       |
| Доступ к ЭКО для пар лесбиянок и трансгендеров                                                                           | No                               |                                                   |
| Альтруистическое суррогатное материнство для пар геев и трансгендеров                                                    | No                               |                                                   |
| Коммерческое суррогатное материнство для пар геев и транс-мужчин                                                         | No                               | (Запрещено независимо от сексуальной ориентации)  |
| Права трансгендеров |                                  |                                                   |
| Гендерно нейтральные имена в свидетельствах о рождении                                                                   | Yes                              | С 2018 года                                       |
| Вариант третьего пола | No                               |                                                   |
| Право на изменение законного пола                                                                                        | Yes                              | С 2010 года                                       |
| Стерилизация и операция по смене пола не требуются для законной смены пола                                               | Yes                              | С 2017 года                                       |
| Перевод трансгендерных женщин-заключенных в женские тюрьмы                                                               | Yes                              | С 2021 года                                       |
| Транссексуальность рассекречена как болезнь                                                                              | Yes                              |                                                   |
| Трансвестизм рассекречен как болезнь                                                                                     | Yes                              |                                                   |
| Права интерсексуалов |                                  |                                                   |
| Несовершеннолетние интерсексуалы защищены от инвазивных хирургических процедур                                           | Yes                              | С 2022 года                                       |
| Иммиграционные права |                                  |                                                   |
| Иммиграционное равенство и права для ЛГБТ-лиц и однополых пар                                                            | Yes                              |                                                   |
| Признание сексуальной ориентации и гендерной идентичности при подаче просьб о предоставлении убежища                     | Yes                              |                                                   |